# Nicolas de La Motte
Pour les articles homonymes, voir La Motte.
Marc Antoine Nicolas de La Motte (Bar-sur-Aube, 29 juillet 1755 - Paris, 6 novembre 1831) est un aventurier et escroc français du XVIIIe siècle connu pour son implication dans l'affaire du collier de la reine.

## Biographie
Membre d'une famille de la petite noblesse champenoise peu fortunée, il est officier de gendarmerie lorsqu'il épouse Jeanne de Valois-Saint-Rémy, le 6 juin 1780. Les deux époux prennent les titres de courtoisie de comte et comtesse de La Motte-Valois. Il obtient la charge de garde du corps du comte d'Artois, frère du roi Louis XVI, grâce au cardinal de Rohan, l'amant de sa femme. Il prend part à l'affaire du collier de la Reine : une fois les diamants dessertis, il part vendre les plus beaux d'entre eux à deux bijoutiers anglais de Londres.
Il est jugé par contumace par le parlement de Paris et condamné aux galères à perpétuité. Son complice, Marc Rétaux de Villette, témoignera contre lui et sa femme à son procès. Nicolas de La Motte bénéficiant du droit d'asile dans la capitale anglaise ne regagne Paris qu'après la Révolution française et vit de sommes d'argent extorquées à la famille de Rohan sous la menace de publier ses mémoires, compromettantes pour la réputation du cardinal.

## Au cinéma
Le rôle de Nicolas de La Motte est interprété par :
- Adrien Brody dans L'affaire du collier (2001)
- Mike Marshall dans Lady Oscar (1978)
- Jean-Jacques Delbo dans Si Versailles m'était conté (1954)
- Michel Salina dans L'affaire du collier de la reine (1946)
- Henry Daniell dans Marie-Antoinette (1938)
- Fernand Fabre dans Le collier de la reine (1929)